# Merridy Eastman
Merridy Eastman es una actriz australiana, conocida por sus participaciones en teatro y por haber interpretado a Donna Mackey en la serie televisiva Packed to the Rafters.

## Biografía
Se graduó de la escuela australiana National Institute of Dramatic Art "NIDA".
Merridy está casada con el alemán Thomas "Tom", la pareja tiene un hijo Henry.

## Carrera
En 1996 apareció como invitada en la popular serie australiana Neighbours donde dio vida a Judy Bergman, una mujer con la que Brett Stark tiene una aventura.
En el 2002 apareció como invitada en la serie Always Greener donde interpretó a Eileen Unn, la esposa del mujeriego agente inmobiliario Derek Unn (Andrew Clarke).
En el 2006 lanzó sus  memorias, Ridiculous Expectations, las cuales fueron publicadas por Allen & Unwin en Australia/Nueva Zelanda.
En el 2011 se unió al elenco de la serie australiana Packed to the Rafters donde interpretó a Donna Mackey, la divertida pero neurótica madre de Emma Mackey (Zoe Cramond) y buena amiga de Julie Rafter (Rebecca Gibney), hasta el final de la serie el 2 de julio de 2013. Ese mismo año publicó sus memorias, How Now Brown Frau, editadas por Allen & Unwin en Australia/Nueva Zelanda.

## Filmografía
Series de Televisión:
| Año         | Título                         | Personaje         | Notas                             |
| ----------- | ------------------------------ | ----------------- | --------------------------------- |
| 2011 - 2013 | Packed to the Rafters          | Donna Mackey      | 46 episodios                      |
| 2002        | Always Greener                 | Eileen Unn        | 2 episodios                       |
| 2001        | Flat Chat                      | Katie             | 13 episodios                      |
| 2001        | All Saints                     | Meg Starr         | episodio "Bend Till You Break"    |
| 1999        | Blue Heelers                   | Patricia Chalmers | episodio "The Deepest Cut"        |
| 1999        | Pigs Breakfast                 | -                 | -                                 |
| 1997        | State Coroner                  | Rae Wilson        | episodio "Shortcut to Death"      |
| 1997        | Good Guys Bad Buys             | Supervisor de CAE | episodio "Unfinished business"    |
| 1996        | Neighbours                     | Judy Bergman      | 13 episodios                      |
| 1996        | The Glynn Nicholas Show        | Victoria          | episodio "The Cat & The Fiddle"   |
| 1996        | Snowy River: The McGregor Saga | Freda Marshall    | episodio "The Claimant"           |
| 1994        | Halifax f.p.                   | Nikki Toser       | episodio "Acts of Betrayal"       |
| 1994        | Law of the Land                | Médica Forense    | episodio # 2.12                   |
| 1991        | Boys from the Bush             | -                 | episodio "State and Commonwealth" |
| 1988        | A Country Practice             | Leanne Madden     | 2 episodios                       |
| 1984        | Five Mile Creek                | Hermana Mary      | 2 episodios                       |

Películas:
| Año  | Título             | Personaje  | Notas                                                                                          |
| ---- | ------------------ | ---------- | ---------------------------------------------------------------------------------------------- |
| 1998 | Gorilla Girls      | Margie     | corto - junto a Shari Gates, Shanti Gudgeon, Leverne McDonnell & Denis Moore                   |
| 1994 | Baby Bath Massacre | Miss Mills | junto a Maya Stange, Sullivan Stapleton, Campbell Corser, Jeffery Frazier & Alexandra Schepisi |
| 1985 | Glass Babies       | Rhonda     | corto - junto a Belinda Davey, Deborra-Lee Furness, Gary Day, Rowena Wallace & Asher Keddie    |

Escritora & Publicaciones/Memorias:
| Año  | Título                  | Notas            |
| ---- | ----------------------- | ---------------- |
| 2011 | Ridiculous Expectations | autora           |
| 2009 | Breast Wishes           | obra - escritora |
| 2006 | How Now Brown Frau      | autora           |

Documental:
| Año  | Título         | Notas                     |
| ---- | -------------- | ------------------------- |
| 2000 | City of Dreams | apareció en el documental |

Teatro:
| Año             | Obra                                  | Personaje   | Director (a)      | Teatro              | Notas                                                                  |
| --------------- | ------------------------------------- | ----------- | ----------------- | ------------------- | ---------------------------------------------------------------------- |
| 2003 - 2004     | Blithe Spirit                         | -           | Roger Hodgman     | Playhouse Theatre   | junto a Geoff Morrell, Miriam Margolyes & William McInnes              |
| 2003            | Noises Off                            | Dotty Otley | Peter Houghton    | Comedy Theatre      | junto a Russell Fletcher, Mark Pegler, Clare Powell & David Tredinnick |
| 2001            | Morning Sacrifice                     | -           | Jennifer Flowers  | -                   | junto a Vanessa Downing, Genevieve Lemon & Tara Morice                 |
| 1998            | Absurd Person Singular                | -           | David Latham      | -                   | junto a Sally Cooper, Robert Menzies & Tony Taylor                     |
| 1997, 1998      | The Taming of the Shrew               | -           | Glenn Elston      | -                   | junto a Andrew Blackman, Nicholas Eadie & Nadine Garner                |
| 1997            | After Magritte and The Real Inspector | -           | Simon Phillips    | Playhouse Theatre   | junto a Judith McGrath, Julie Forsyth, Richard Piper & John Wood       |
| 1997            | The Comedy of Errors                  | -           | Simon Phillips    | Playhouse Theatre   | junto a Judith McGrath, Robert Menzies & Richard Piper                 |
| 1996            | Competitive Tenderness                | -           | Aubrey Mellor     | Merlyn Theatre      | junto a Doris Younane, Max Gillies & Monica Maughan                    |
| 1996            | Kafka's Dick                          | -           | Alan Docker       | Athenaeum Theatre   | junto a Mark Butler, Lyn Collingwood & Denis Moore                     |
| 1991, 1993-1995 | A Midsummer Night's Dream             | -           | Glenn Elston      | -                   | junto a Nicholas Bell, Michael Fry, Simon Hughes & Alison Whyte        |
| 1993            | Blabbermouth                          | -           | David Carlin      | Russell St. Theatre | junto a Michael Bishop, Doris Younane & Patrick Moffatt                |
| 1993            | The Dutch Courtesan                   | -           | Roger Hodgman     | Russell St. Theatre | junto a Colette Mann, Frances O'Connor & Geoffrey Rush                 |
| 1993            | Taking Steps                          | -           | Rodney Fisher     | Playhouse Theatre   | junto a Sarah Chadwick, Grant Dodwell & Andrew McFarlane               |
| 1992            | Gulliver's Travels                    | -           | Terence O'Connell | Ford Theatre        | junto a Jenny Castles, Andrew McFarlane & Jacek Koman                  |
| 1991            | Hay Fever                             | -           | Rodney Fisher     | Playhouse Theatre   | junto a Brett Climo, William McInnes, Heather Mitchell & Alison Whyte  |
| 1990            | A Christmas Carol                     | -           | Nici Wood         | Russell St. Theatre | junto a Frank Gallacher, Tom Healey, Philip Holder & Sioban Tuke       |
| 1990            | The House of Blue Leaves              | -           | Roger Hodgman     | Playhouse Theatre   | junto a Roger Oakley, Bruce Myles & Robyn Nevin                        |
| 1990            | This Old Man Comes Rolling Home       | -           | Gale Edwards      | Russell St. Theatre | junto a Alex Papps, Max Cullen, Belinda McClory & Anne Phelan          |
| 1990            | The Heidi Chronicles                  | -           | Roger Hodgman     | Russell St. Theatre | junto a Robert Menzies, Pamela Rabe & Alison Whyte                     |
| 1989, 1990      | The Rover                             | -           | Gale Edwards      | York Theatre        | junto a Bob Baines, John Howard & Nicholas Hope                        |
| 1989            | Arms and the Man                      | -           | Brent McGregor    | -                   | junto a Geoffrey Cartwright, Julie Kirby & Barry Shepherd              |
| 1983            | Summer Rain                           | -           | Gale Edwards      | Parade Theatre      | junto a Todd Boyce, Steven Vidler & Greg Saunders                      |
| 1983            | The Money or the Box?                 | -           | Nick Enright      | Parade Theatre      | junto a Tony Barclay, Steven Vidler & Andrew Lloyde                    |